# Volksfront (Tunesien)
Die Volksfront (arabisch الجبهة الشعبية, DMG al-ǧabha aš-šaʿbiyya, französisch Front populaire) oder Volksfront für die Verwirklichung der Revolutionsziele (الجبهة الشعبية لتحقيق أهداف الثورة / al-ǧabha aš-šaʿbiyya li-taḥqīq ahdāf aṯ-ṯaura; Front populaire pour la réalisation des objectifs de la révolution; kurz FP) ist ein linkes Parteienbündnis in Tunesien, das aus einer Reihe von Parteien und mehreren Unabhängigen besteht. Sie war 2014 bis 2019 mit 15 von 217 Abgeordneten im Parlament vertreten, verlor aber bei der Wahl 2019 alle bis auf einen Sitz.
Sie wurde am 7. Oktober 2012 gegründet. Daran beteiligten sich die in der Verfassunggebenden Versammlung vertretenen Parteien Tunesische Arbeiterpartei, Bewegung Demokratischer Patrioten (MOUPAD oder Watad), Volksbewegung und Partei des Fortschrittlichen Kampfes sowie die außerparlamentarischen Parteien Grünes Tunesien, der irakisch und der syrisch orientierte Zweig der Baath-Partei und andere linke Kleinparteien revolutionär-sozialistischer oder panarabischer Prägung. Die Volksfront positionierte sich deutlich sowohl gegen die islamistische Ennahda-Partei, die die ersten freien Wahlen 2011 gewonnen hatte, als auch gegen die sich reorganisierenden Kräfte des alten Regimes des gestürzten Präsidenten Zine el-Abidine Ben Ali und seiner aufgelösten RCD.
Der Sprecher der Volksfront war Chokri Belaïd von der Bewegung Demokratischer Patrioten. Seit seiner Ermordung am 6. Februar 2013 ist es Hamma Hammami von der Arbeiterpartei. Im Juli 2013 wurde mit Mohamed Brahmi ein weiterer Politiker der Front ermordet. Die Regierung beschuldigte radikale Salafisten, Brahmis Anhänger machten dagegen die islamistische Regierungspartei verantwortlich.
Bei der ersten regulären Parlamentswahl nach der neuen Verfassung im Oktober 2014 trat die Volksfront erstmals mit gemeinsamen Listen an und konnte ihren Anteil deutlich ausbauen. Sie wurde mit 15 Sitzen viertstärkste Kraft. In der ersten Runde der darauffolgenden Präsidentschaftswahl kam ihr Kandidat Hamma Hammami mit 7,8 % auf Platz 3.

## Mitglieder

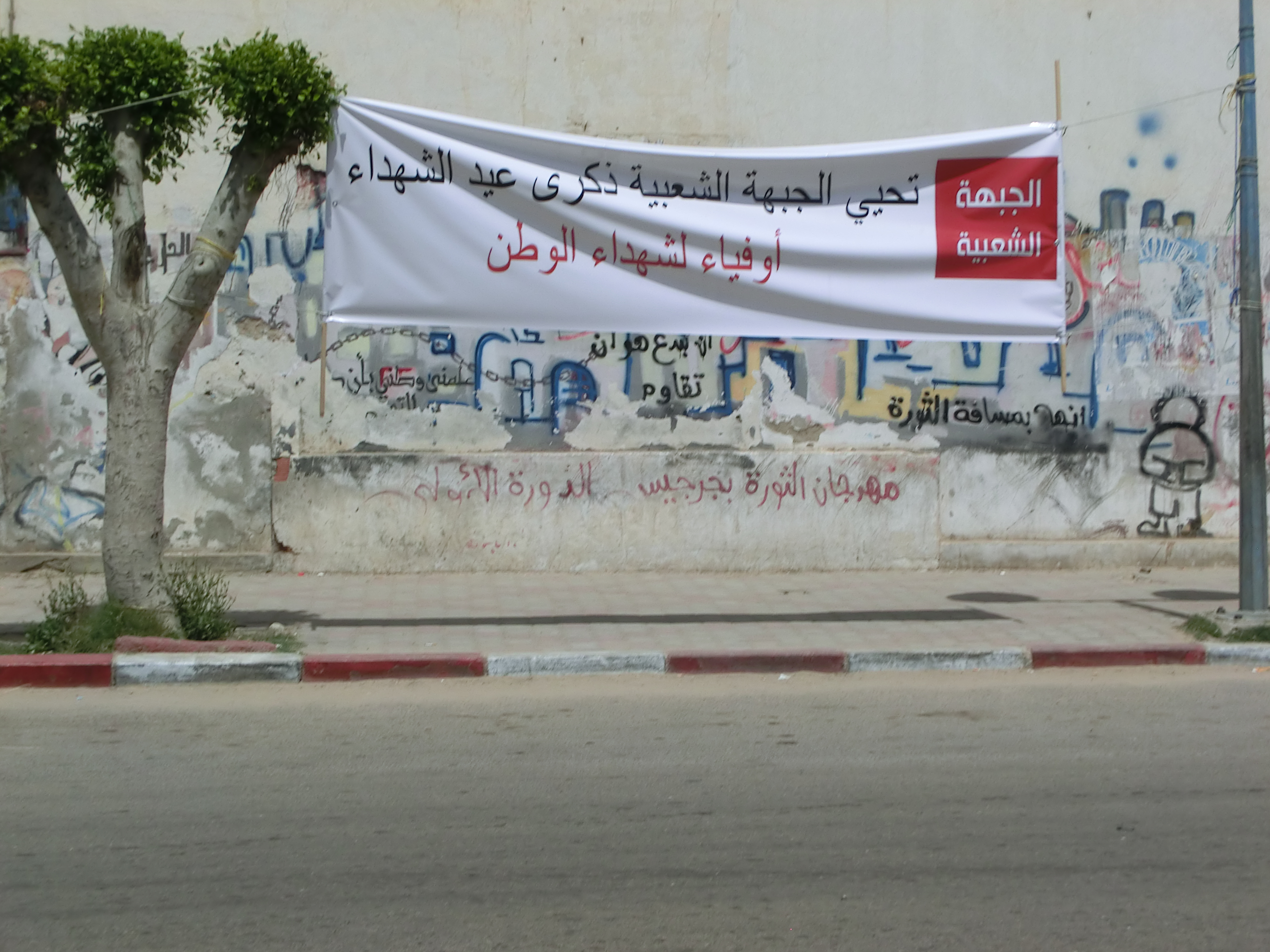
Banner der Volksfront in Zarzis

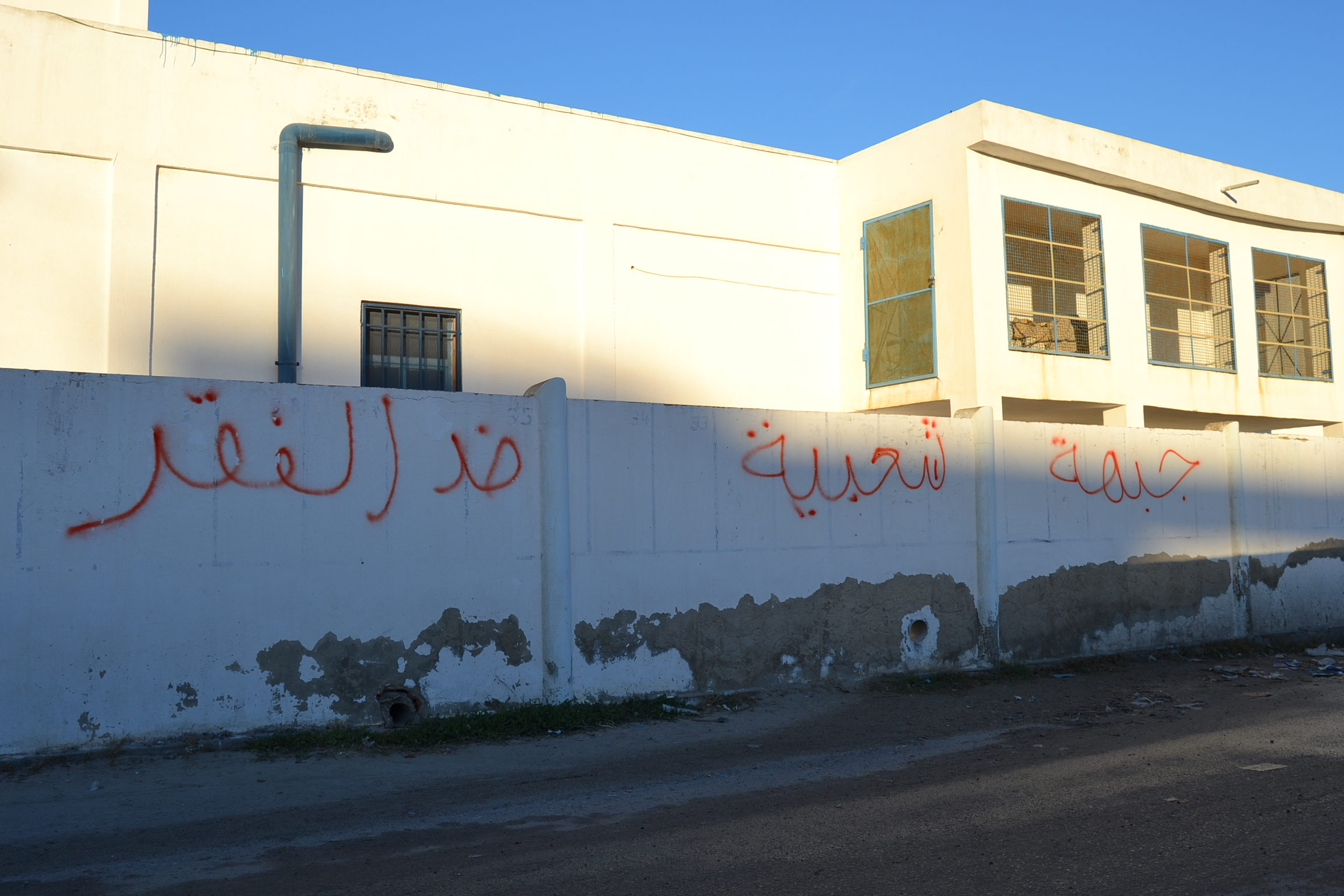
Graffiti an der Mauer mit der Aufschrift „Volksfront gegen Armut“

### Mitgliedsparteien
- Arbeiterpartei (PT; ehemals Tunesische Kommunistische Arbeiterpartei, PCOT), geführt von Hamma Hammami – marxistisch-leninistisch
- Einheitspartei Demokratischer Patrioten (Watad), hervorgegangen aus der Fusion von:
  - Bewegung Demokratischer Patrioten (MOUPAD), bis zu seiner Ermordung im Februar 2013 geführt von Chokri Belaïd – marxistisch, panarabisch
  - Demokratische und Patriotische Arbeitspartei (PTPD), geführt von Mohamed Jmour – marxistisch-leninistisch
- Baath-Bewegung, geführt von Othmen Bel Haj Amor – baathistisch, Teil der irakisch geführten Baath-Bewegung
- Volksströmung, Anfang Juli 2013 von Mohamed Brahmi nach seinem Austritt aus der Volksbewegung und kurz vor seiner Ermordung gegründet, geführt von Zouhair Hamdi und Brahmis Witwe Mbarka Aouainia
- Al-Qotb, geführt von Riadh Ben Fadhel, Bestandteil der Volksfront seit Juni 2013
- Liga der Arbeiterlinken (LGO), geführt von Jalel Ben Brik Zoghlami – trotzkistisch
- Volkspartei für Freiheit und Fortschritt (PPLP), geführt von Jalloul Ben Azzouna – sozialistisch
- Partei der Arabisch-Demokratischen Vorhut, geführt Kheireddine Souabni – baathistisch, Teil der syrisch geführten Baath-Bewegung
- Unionistische Volksfront, geführt von Amor Mejri – panarabisch marxistisch

### Ehemalige Mitgliedsparteien
Folgende Parteien gehörten zeitweise der Volksfront an, haben sie aber wieder verlassen:
- Bewegung Sozialistischer Demokraten – sozialdemokratisch
- Volksbewegung, bis zu seinem Austritt im Juli 2013 geführt von Mohamed Brahmi – nasseristisch
- Partei des Fortschrittlichen Kampfes (PLP), geführt von Mohamed Lassoued – marxistisch-leninistisch
- Tunisie verte, geführt von Abdelkader Zitouni – Grüne

## Wahlergebnisse
| Wahl                | Stimmen | %   | Mandate  |
| ------------------- | ------- | --- | -------- |
| Parlamentswahl 2024 | 124.039 | 3,6 | 15 / 217 |